# Virginiana Miller
I Virginiana Miller sono un gruppo alternative rock italiano originario di Livorno e formatosi nel 1990. Il nome del gruppo si ispira a quello di una pianta dell'Orto botanico di Pisa.

## Storia del gruppo

### Inizi
I Virginiana Miller nascono a Livorno nel 1990.
Dopo alcuni concorsi (Premio Ciampi e Indipendenti di Fare Musica tra i più importanti), nel 1996 la band entra in contatto con Baracca e Burattini, etichetta discografica e management che negli anni precedenti si era occupata di C.S.I., Marlene Kuntz ed altri importanti gruppi della scena rock italiana.
È proprio con B&B che nel 1997 esce Gelaterie sconsacrate (B&B/Sony), il primo CD dei Virginiana Miller, prodotto artisticamente da Marc Simon (leader dei Corman e Tuscadu) coadiuvato da Giorgio Canali dei C.S.I. Entrambi suonano in alcuni brani del disco, che vede anche la partecipazione degli Yo Yo Mundi e di Massimo Fantoni.
Gelaterie sconsacrate riscuote grande entusiasmo da parte della critica e vale al gruppo numerosi riconoscimenti e tanta visibilità: (la band sarà tra l'altro supporter dei Simple Minds nel concerto del Foro Italico a Roma). Nel frattempo i Virginiana Miller sono ospiti in numerosi programmi televisivi (Magazzini Einstein su Rai 3, condotto da Sandro Veronesi; Supergiovani su RAI 2, Help e Hit it su TMC2, Il Muro su Odeon TV) e radiofonici (Quelli che la radio su Rai Radio 2, condotto da Giorgio Conte e Giorgio Comaschi; live set a Suoni e Ultrasuoni su Rai Radio 2 e Patchanka su Radio Popolare).
Nel 1999 esce il secondo lavoro, Italiamobile (B&B/Sony).
Il disco è interamente registrato nella fattoria di Scacciapolli, nella campagna pisana, sfruttando gli ambienti naturali per ottenere un ottimo amalgama sonoro. Responsabile del progetto tecnico è Tony Soddu. A nobilitare le 11 tracce del disco, oltre alle chitarre di Massimo Fantoni, c'è la presenza di Vittorio Nocenzi del Banco del Mutuo Soccorso. La produzione artistica è, come nel precedente, di Marc Simon.
Nello stesso anno viene pubblicato il libro di Giampaolo Simi Direttissimi Altrove, un noir dichiaratamente ispirato alle atmosfere di Gelaterie sconsacrate. I Virginiana Miller seguono così l'autore in una serie di reading di presentazione, allestendo per l'occasione un set acustico.

### Anni 2000
Nel 2002 l'esperienza acustica viene suggellata in Salva con nome (B&B/Edel), un live acustico registrato al Banale di Padova. Su questo disco suona il basso Valerio Fantozzi degli Snaporaz, dopo che il vecchio bassista Andrea Fusario - membro fondatore dei Virginiana Miller - ha lasciato il gruppo.
Salva con nome è l'ultimo disco dei Virginiana Miller per Baracca&Burattini, dopo 5 anni di collaborazione.

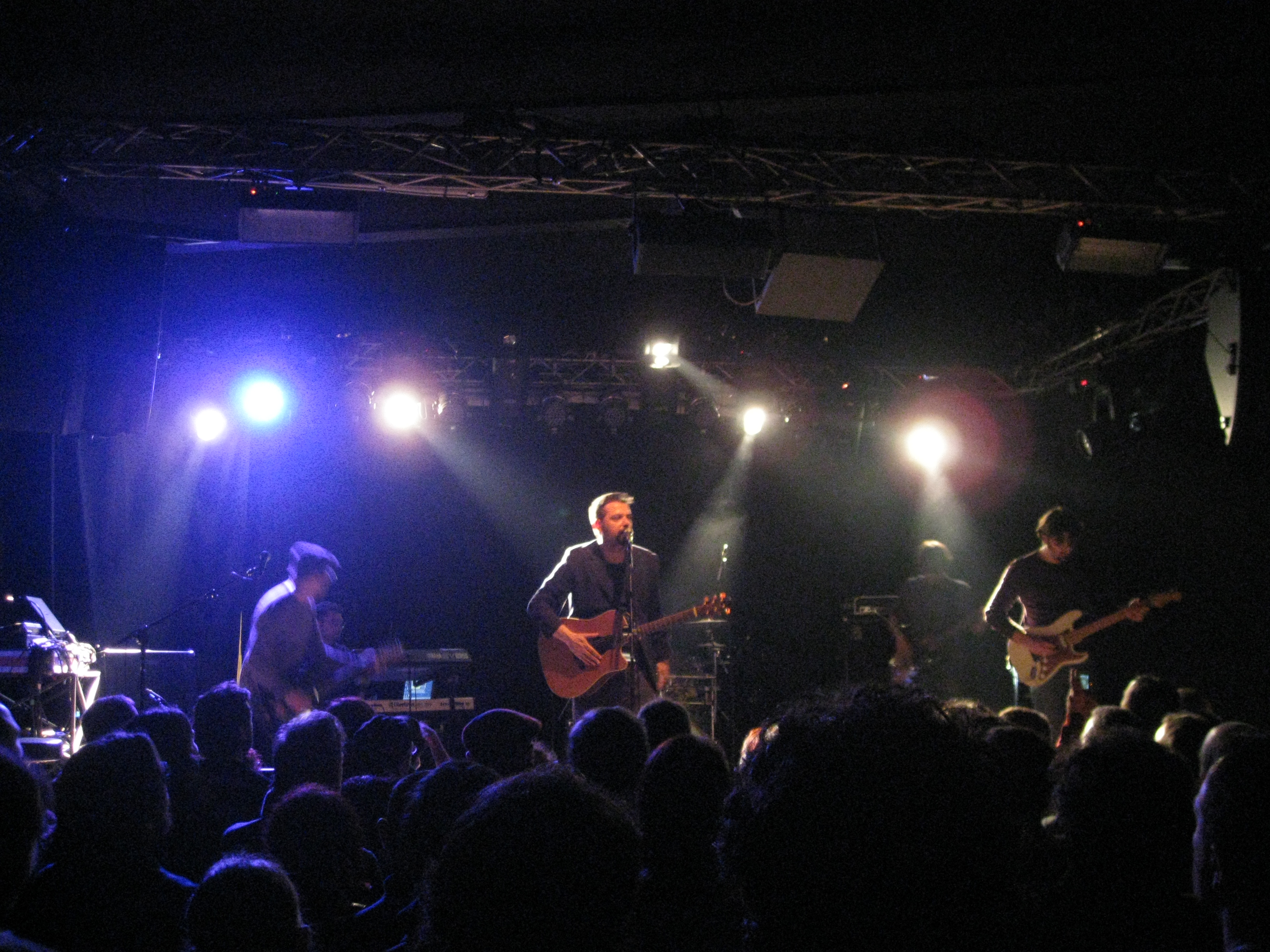
Virginiana Miller live - Marzo 2010

Il gruppo lavora così per proprio conto al terzo disco in studio. Entra a far parte dei Virginiana Miller nel ruolo di bassista Daniele Catalucci. La band gira il videoclip del brano Malvivente (regia di Simone Manetti), che arriva in finale al concorso della Fandango. Protagonista del video è un sorprendente Giorgio Canali.
Nel 2003 i Virginiana Miller presentano Terrarossa, singolo che anticipa l'uscita del nuovo album La verità sul tennis. Il singolo contiene, oltre al brano La verità sul tennis, anche il videoclip di Malvivente e due cover: i Virginiana Miller interpretano infatti Pesci nell'acqua di Giorgio Canali (tratto dall'album Rossofuoco), mentre Canali rivisita Venere Nettuno Belvedere, tratta da Gelaterie sconsacrate.
La verità sul tennis esce nel febbraio 2003 su etichetta Sciopero Records con distribuzione Mescal/Sony Music. Realizzato con la produzione artistica di Amerigo Verardi, con la partecipazione di Francesco Bianconi e Rachele Bastreghi dei Baustelle come coristi in Malvivente, La verità sul tennis si presenta come un atto d'amore per quello che Gianni Clerici definisce lo sport dei "gesti bianchi".
Dopo l'uscita di La verità sul tennis, i Virginiana Miller cominciano ad allestire il loro Hanimo Studio spinti dall'esigenza di lavorare con calma ai nuovi progetti.
Nel settembre 2006, siglato l'accordo con Radiofandango (costola musicale della nota casa di produzione cinematografica di Domenico Procacci) esce il quinto lavoro Fuochi fatui d'artificio. A curare la produzione artistica è chiamato Marco Lenzi e il fonico è Rino Sassi.
Nel 2009 i Virginiana Miller sono di nuovo in studio per la realizzazione di un nuovo album. Durante una breve pausa registrano, con la produzione di Ale Bavo, una versione di È la pioggia che va dei The Rokes per il film Cosmonauta di Susanna Nicchiarelli, vincitore del Premio Controcampo Italiano alla 66ª Mostra internazionale d'arte cinematografica di Venezia.
Marco Casini lascia il gruppo. Matteo Pastorelli è il nuovo chitarrista dei Virginiana Miller.

### Anni 2010
Nel 2010 esce per ZAHR/Edel Il primo lunedì del mondo, quinto album di inediti dei Virginiana Miller. Fra le 11 nuove tracce, L' angelo necessario compare nella colonna sonora del film di Paolo Virzì La prima cosa bella. Da alcune scene inedite del capolavoro del regista livornese è tratto anche il video di Acque Sicure. Altri due brani estratti dall'album Il primo lunedì del mondo compaiono come colonna sonora del film Questo mondo è per te del regista Francesco Falaschi.
Il videoclip di La carezza del papa è girato da Paolo e Marco Bruciati ed interpretato da Simone Lenzi nelle insolite vesti di un prete. Nel settembre 2011 viene diffuso il video del secondo estratto, ossia L'angelo necessario, che ha per protagonista Platinette.
Il 29 maggio 2012 Gelaterie sconsacrate viene ristampato in CD, vinile in edizione limitata a 300 copie e in digitale dall'etichetta Gibilterra Management e la distribuzione di Venus con una nuova copertina, realizzata dal batterista Valerio Griselli. Viene inoltre aggiunta la bonus track You & me inc., brano registrato durante il periodo di Gelaterie sconsacrate, ma che non venne incluso nella tracklist, successivamente venne inserita come traccia fantasma nell'album A.F.C. dei L'Upo.
Nello stesso periodo viene intrapreso il tour dedicato all'esecuzione dell'album traccia per traccia con arrangiamenti differenti. Sempre nel 2012 il brano inedito Tutti i santi giorni viene inserito nella colonna sonora del film omonimo di Paolo Virzì, ispirato al romanzo di Simone Lenzi, frontman dei Virginiana Miller, La generazione. Questa canzone viene candidata nel maggio 2013 ai David di Donatello per la migliore canzone originale. Il 14 giugno la canzone si aggiudica il premio, avendo la meglio sugli altri candidati.
Il 21 giugno 2013 viene pubblicato il singolo Una bella giornata, accompagnato da un videoclip diretto da Tomas Uolli Marcuzzi. La canzone anticipa l'uscita del sesto album del gruppo Venga il regno (Ala Bianca). Dal 9 al 13 settembre la band pubblica una serie di one shot films, piccoli video di presentazione del disco diffusi attraverso i social network. Dal 3 ottobre la band intraprende un tour promozionale. Il 17 settembre 2013 viene pubblicato il sesto album in studio della band, intitolato Venga il regno e pubblicato da Ala Bianca. Il disco è stato registrato a Lari e prodotto da Ale Bavo. Il 3 ottobre seguente viene diffuso il video di Anni di piombo, diretto dal regista trentino Matteo Scotton.

## Formazione

### Formazione attuale
- Simone Lenzi - voce (1997-presente)
- Antonio Bardi - chitarra (1997-presente)
- Matteo Pastorelli - chitarra (2009-presente)
- Daniele Catalucci - basso (2000-presente)
- Valerio Griselli - batteria (1997-presente)
- Giulio Pomponi - tastiera, pianoforte (1997-presente)

### Ex componenti
- Marco Casini - chitarra (1997-2009)
- Andrea Fusario - basso (1997-2000)

## Discografia

### Album in studio
- 1997 – Gelaterie sconsacrate
- 1999 – Italiamobile
- 2003 – La verità sul tennis
- 2006 – Fuochi fatui d'artificio
- 2010 – Il primo lunedì del mondo
- 2013 – Venga il regno
- 2019 - The Unreal McCoy

### Album dal vivo
- 2002 – Salva con nome

### Singoli
- 2003 – Terrarossa (con Giorgio Canali)

## Premi e riconoscimenti
- 2013 - David di Donatello
  - Migliore canzone originale (Tutti i santi giorni) a Simone Lenzi, Antonio Bardi, Giulio Pomponi, Valerio Griselli, Matteo Pastorelli e Daniele Catalucci dal film "Tutti i santi giorni" di Paolo Virzì
- 2014 - Targa Tenco
  - Targa Tenco per la migliore canzone a Lettera di San Paolo agli operai

## Video
- Dötlingen, da Gelaterie sconsacrate, Baracca&burattini / Sony 1997 - Regia e montaggio Marco Sisi

Tratto da filmati di repertorio degli anni '30 e '40 che mostrano Hitler in villeggiatura a Dötlingen. Purtroppo, alla fine tornava al lavoro.
- Italiamobile, da Italiamobile, Baracca&burattini / Sony 1999 - Regia e montaggio Marco Sisi

Interpreti: Simone Lenzi e Babbo Natale.
- Grandtour, da Italiamobile, Baracca&burattini / Sony 1999 - Regia Domenico Liggeri*

Interpreti: Virginiana Miller.
Ignari turisti vengono condotti da una guida improbabile in un'improbabile Firenze ricostruita in una disfattura, popolata di commercianti quasi più grotteschi di quelli veri.
- Malvivente, da La verità sul tennis, Sciopero Records / Mescal / Sony 2003 - Soggetto, Regia e montaggio Simone Manetti*

Interpreti: Giorgio Canali è il malvivente.
- La verità sul tennis, da La verità sul tennis, Sciopero Records / Mescal / Sony 2003 - Soggetto, Regia e montaggio Simone Manetti*

Interpreti: Pietro Sermonti e Stefania Di Marco 
- Dispetto, da Fuochi fatui d'artificio, Radio Fandango / Edel 2006 - Cosimo Lorenzo Pancini: Regia, pittura digitale, compositing e editing; Alberto Pagliaro: Regia, illustrazioni originali.*

Interpreti: Lisa Doll e il suo cane.
- Per la libertà, da Fuochi fatui d'artificio, Radio Fandango / Edel 2006 - Foto di Tano D'Amico, regia Emanuele Scaringi, montaggio Roberto Di Tanna.*

Interpreti: giovani nel 1977 
- Acque sicure, da Il primo lunedì del mondo, ZAHR/Altrove / Edel 2010 - realizzato da Simone Manetti e Ferran Paredes Rubio (Motorino Amaranto) con scene inedite del film La prima cosa bella di Paolo Virzì.*

Interpreti: Valerio Mastandrea, Virginiana Miller.
- La carezza del papa, da Il primo lunedì del mondo, ZAHR/Altrove / Edel 2010 - realizzato da Marco Bruciati e Paolo Bruciati

Interpreti: Simone Lenzi e il suo cane 
- L'angelo necessario, da Il primo lunedì del mondo, ZAHR/Altrove / Edel 2010 - realizzato da Lorenzo Vignolo

Interpreti: Platinette, Virginiana Miller.*
- Lunedì, da Il primo lunedì del mondo, ZAHR/Altrove / Edel 2010 - realizzato da Ludovica Di Benedetto e Claudia Tittarelli

Interpreti: Virginiana Miller.*
- Una bella giornata, da Venga il regno, Ala Bianca / Warner Music 2013 - realizzato da Tomas Uolli Marcuzzi

Interpreti: Virginiana Miller, Giancarlo Freschi, Lorenza Bortolussi, Liliana Tonizzo, Szilvia Apàti-Kiss *
- Una bella giornata - versione invernale, da Venga il regno, Ala Bianca / Warner Music 2013 - realizzato da Marco Bruciati e Paolo Bruciati

Interpreti: Cristina Rosi  *
- Anni di Piombo, da Venga il regno, Ala Bianca / Warner Music 2013 - realizzato da Matteo Scotton,

Interpreti: Virginiana Miller, Giorgio Dalpiai*
- Lettera di San Paolo agli operai, da Venga il regno, Ala Bianca / Warner Music 2013 - realizzato da Marco Bruciati e Paolo Bruciati,

Interpreti: Federico Dimitri, Elisa Canessa , Agata Pichi